# Manuel Aznar Acedo
Manuel (Imanol) Aznar Acedo (Bilbao, 1916-2001) va ser un periodista espanyol que va treballar sobretot en la ràdio. Era fill de Manuel Aznar Zubigaray i pare de José María Aznar López. Falangista, va participar en la guerra civil com a oficial del bàndol nacional encarregat de tasques de radiodifusió i propaganda. Després de la guerra va estar al càrrec de la programació de la cadena SER (1942-1962), va dirigir Ràdio Nacional d'Espanya (1962-1965) i va ser director adjunt de Radiodifusió en el Ministeri d'Informació i Turisme de l'estat espanyol (1964-1967). A principis dels anys 40 va fundar els diaris Hoja Oficial de Alicante, Avance y Levante, i el 1967 es va convertir en el primer director de l'Escola Oficial de Radiodifusió i Televisió, depenent del citat ministeri.